# Bibliothèque de Jakomäki
La bibliothèque de Jakomäki (finnois : Jakomäen kirjasto) est une bibliothèque de la section Jakomäki du quartier de Suurmetsä à Helsinki en Finlande,.

## Présentation
La bibliothèque Jakomäki a été fondée en 1981.
La bibliothèque est l'un des établissements de la bibliothèque municipale d'Helsinki.

## Groupement Helmet de bibliothèques
La bibliothèque de Jakomäki fait partie du groupement Helmet, qui est un groupement de bibliothèques municipales d'Espoo, d'Helsinki, de Kauniainen et de Vantaa ayant une liste de collections commune et des règles d'utilisation communes.